# Buturugeni
Buturugeni – wieś w Rumunii, w okręgu Giurgiu, w gminie Buturugeni. W 2011 roku liczyła 1975 mieszkańców.